# Paraemporia
Paraemporia é um gênero de mariposa pertencente à família Crambidae.